# Campionato mondiale di baseball 1980
Il XXVI Campionato mondiale di baseball si tenne dal 22 agosto al 5 settembre 1980 in Giappone.

## Classifica finale
| Pos. | Squadra       |
| ---- | ------------- |
|      | Cuba          |
|      | Corea del Sud |
|      | Giappone      |
| 4    | Stati Uniti   |
| 5    | Canada        |
| 6    | Italia        |
| 7    | Venezuela     |
| 8    | Porto Rico    |
| 9    | Colombia      |
| 10   | Australia     |
| 11   | Messico       |
| 12   | Paesi Bassi   |

## Risultati

### Tabella risultati
|               | Paesi Bassi | Messico | Australia | Colombia | Porto Rico | Venezuela | Italia | Canada | Stati Uniti | Giappone | Corea del Sud |
| ------------- | ----------- | ------- | --------- | -------- | ---------- | --------- | ------ | ------ | ----------- | -------- | ------------- |
| Cuba          | 8-0         | 10-8    | 3-1       | 25-0     | 23-1       | 11-3      | 10-2   | 15-1   | 5-4         | 1-0      | 9-3           |
| Corea del Sud | 11-6        | 11-2    | 13-0      | 6-1      | 8-3        | 4-3       | 11-6   | 12-2   | 3-4         | 6-4      | -             |
| Giappone      | 4-0         | 12-2    | 7-3       | 8-5      | 12-1       | 5-0       | 8-6    | 6-4    | 9-5         | -        | -             |
| Stati Uniti   | 9-3         | 10-1    | 6-5       | 16-6     | 15-8       | 7-2       | 5-12   | 12-1   | -           | -        | -             |
| Canada        | 10-5        | 5-4     | 5-4       | 4-3      | 3-4        | 6-3       | 7-3    | -      | -           | -        | -             |
| Italia        | 10-4        | 9-0     | 2-5       | 4-9      | 16-1       | 6-3       | -      | -      | -           | -        | -             |
| Venezuela     | 4-3         | 15-12   | 0-4       | 8-1      | 8-3        | -         | -      | -      | -           | -        | -             |
| Porto Rico    | 5-9         | 7-6     | 8-5       | 11-4     | -          | -         | -      | -      | -           | -        | -             |
| Colombia      | 7-4         | 7-6     | 9-2       | -        | -          | -         | -      | -      | -           | -        | -             |
| Australia     | 5-2         | 10-9    | -         | -        | -          | -         | -      | -      | -           | -        | -             |
| Messico       | 7-6         | -       | -         | -        | -          | -         | -      | -      | -           | -        | -             |

### Classifica
| Pos. | Squadra       | G  | V  | P  | PF  | PS  | %     |
| ---- | ------------- | -- | -- | -- | --- | --- | ----- |
| 1    | Cuba          | 11 | 11 | 0  | 120 | 23  | 1.000 |
| 2    | Corea del Sud | 11 | 9  | 2  | 88  | 40  | .818  |
| 3    | Giappone      | 11 | 9  | 2  | 75  | 33  | .818  |
| 4    | Stati Uniti   | 11 | 8  | 3  | 93  | 55  | .727  |
| 5    | Canada        | 11 | 6  | 5  | 48  | 71  | .545  |
| 6    | Italia        | 11 | 5  | 6  | 76  | 63  | .455  |
| 7    | Venezuela     | 11 | 4  | 7  | 49  | 62  | .364  |
| 8    | Porto Rico    | 11 | 4  | 7  | 52  | 109 | .364  |
| 9    | Colombia      | 11 | 4  | 7  | 52  | 94  | .364  |
| 10   | Australia     | 11 | 4  | 7  | 44  | 64  | .364  |
| 11   | Messico       | 11 | 1  | 10 | 57  | 102 | .091  |
| 12   | Paesi Bassi   | 11 | 1  | 10 | 42  | 80  | .091  |

G : giocate, V : vinte, P : perse, PF : punti fatti, PS : punti subiti, % : percentuale vittorie.